# Seek Bromance
Seek Bromance ist ein Song des schwedischen DJs Tim Bergling alias Avicii. Er erschien am 12. November 2010 als Single in Deutschland und wurde in etlichen Ländern zu einem Top-10-Hit oder sogar zum Nummer-eins-Hit.

## Entstehung
Seek Bromance ist ein Mash up aus den beiden Liedern Bromance und Love U Seek. Der Instrumental-Track Bromance erschien am 6. August 2010 unter seinem weiteren Künstlernamen Tim Berg. Gemeinsam mit Arash Pournouri remixte er das Lied einige Zeit später mit der Stimme von Amanda Wilson im Song Love U Seek. Love You Seek stammt vom italienischen DJ Samuele Sartini. Auch der Songtitel entstand aus den beiden Liedernamen Love You Seek und Bromance.
Seek Bromance wurde von Avicii selber und Arash Pournouri komponiert. Den Text schrieben Samuele Sartini, Maurizio Alfieri, Davide Domenella, Wendy Lewis, Andrea Tonici, Amanda Wilson und Massimiliano Moroldo. Avicii produzierte den Track und brachte ihn am 12. November 2010 über das deutsche Dance-Label Kontor Records digital und als CD-Single heraus. In den Niederlanden erschien er bereits im Oktober.

## Musikvideo
Das offizielle Musikvideo erschien am 30. September 2010 auf dem offiziellen YouTube-Kanal von Kontor Records. Es ist sehr komplex aufgebaut. Man kann es in verschiedene Richtungen interpretieren.
Es beginnt damit, dass ein Junge von seinem Vater aus dem Haus geworfen wird. Er geht wütend zu seinen Freunden, die in seinem Wagen warten, und setzt sich ans Steuer. Seine Freundin beugt sich zu ihm und fragt, ob alles okay ist. Er schüttelt den Kopf und tritt aufs Gaspedal. Nach einiger Zeit hat er sich beruhigt und die drei machten sich lachend auf den Weg von Los Angeles nach Las Vegas. Sie machen noch mehrere Zwischenhalte, etwa bei einer Cafeteria oder in der Wüste, wo sie ein Lagerfeuer anzündeten, etwas essen, jeweils eine tablettierte Substanz schlucken und zum Spaß eine Zigarette rauchen. Am nächsten Tag fahren sie weiter. Dann hat das Auto einen Defekt, und sie versuchen, per Anhalter weiterzukommen. Doch sie werden nicht beachtet. Die beiden Jungen reparieren den Wagen schließlich und die Gruppe kommt am Abend in Las Vegas an. Die drei bestaunen die vielen Casinos. Gemeinsam feiern sie. Als das Mädchen auf den Tischen tanzt, dreht und schwirrt den beiden Jungs der Kopf. Nach einem langen Abend fällt das Trio ins Bett. Gemeinsam küssen die beiden Jungen das junge Mädchen, doch am nächsten Morgen lassen die beiden sie liegen und fahren weiter.
Eine tiefergehende Interpretation des Videos besagt, dass hier unterdrückte Homosexualität thematisiert wird. So wird der rothaarige Junge zu Beginn von seinem Vater aus dem Elternhaus geworfen. Es kommt oft vor, dass der männliche Elternteil Probleme mit der Homosexualität seines Sohnes hat und darum diesen nicht mehr im Haus haben möchte. Der Junge selber möchte seine Zuneigung nicht eingestehen. Das Mädchen fragt ihn zum Anfang des Videos ob er homosexuell sei, er verneint dies. Jedoch wird das Mädchen im gesamten Video von niemandem wahrgenommen, sie existiert anscheinend nicht. Bei der Autopanne hält keiner an, das Mädchen tanzt aufreizend, wird aber von allen Männern ignoriert und es werden nur die Jungen aus dem Kasino geworfen. Das Mädchen stellt eine Metapher für die unterdrückte Homosexualität der Jungen dar. Zum Ende schlafen sie miteinander und gestehen sich somit ihre Neigungen ein. Schlussendlich brauchen sie damit die Metapher, das Mädchen, nicht mehr und fahren alleine weiter.
Innerhalb von zwei Jahren riefen über 24 Millionen Menschen dieses Video auf.

## Versionen und Remixe
| #  | Version / Remix              | Länge |
| -- | ---------------------------- | ----- |
| 1. | Avicii Vocal Edit            | 3:20  |
| 2. | Avicii Vocal Extended        | 8:08  |
| 3. | Bimbo Jones Vocal Remix      | 8:21  |
| 4. | Samuel Satini Remix          | 5:26  |
| 5. | Kato Remix                   | 7:40  |
| 4. | Cazzette meets Ash Vocal Mix | 7:22  |

## Kommerzieller Erfolg

### Chartplatzierungen
Der Song erreichte in etlichen Ländern die Charts. In Belgien erreichte er sogar die Chartspitze. Auch in den Top 10 vieler weiterer Länder konnte sich Seek Bromance platzieren, darunter in den Niederlanden, Polen und Dänemark. Auch in den deutschen Verkaufscharts war der Track zu finden; hier schaffte er es bis auf Platz 61.
Bromance
| ChartsChartplatzierungen | Höchstplatzierung | Wochen |
| ------------------------ | ----------------- | ------ |
| Schweden (GLF)           | 16 (17 Wo.)       | 17     |

Seek Bromance
| ChartsChartplatzierungen     | Höchstplatzierung | Wochen |
| ---------------------------- | ----------------- | ------ |
| Deutschland (GfK)            | 61 (12 Wo.)       | 12     |
| Österreich (Ö3)              | 53 (12 Wo.)       | 12     |
| Schweden (GLF)               | 20 (23 Wo.)       | 23     |
| Schweiz (IFPI)               | 13 (23 Wo.)       | 23     |
| Vereinigtes Königreich (OCC) | 13 (13 Wo.)       | 13     |

| ChartsJahrescharts (2010) | Platzierung |
| ------------------------- | ----------- |
| Schweden (GLF)            | 53          |

### Auszeichnungen für Musikverkäufe
Bromance

| Land/Region        | Auszeichnungen für Musikverkäufe (Land/Region, Auszeichnung, Verkäufe) | Verkäufe |
| ------------------ | ---------------------------------------------------------------------- | -------- |
| Belgien (BRMA)     | Gold                                                                   | 15.000   |
| Dänemark (IFPI)    | Gold                                                                   | 15.000   |
| Niederlande (NVPI) | Gold                                                                   | 10.000   |
| Insgesamt          | 3× Gold ·                                                              | 40.000   |

Hauptartikel: Avicii/Auszeichnungen für Musikverkäufe
Seek Bromance

| Land/Region                  | Auszeichnungen für Musikverkäufe (Land/Region, Auszeichnung, Verkäufe) | Verkäufe |
| ---------------------------- | ---------------------------------------------------------------------- | -------- |
| Australien (ARIA)            | Gold                                                                   | 35.000   |
| Schweden (IFPI)              | Platin                                                                 | 40.000   |
| Vereinigtes Königreich (BPI) | Platin                                                                 | 600.000  |
| Insgesamt                    | 1× Gold · 2× Platin ·                                                  | 675.000  |

Hauptartikel: Avicii/Auszeichnungen für Musikverkäufe